# Kéo giãn cột sống
Kéo giãn cột sống (tiếng Anh: traction therapy) là phương pháp dùng lực cơ học tác động theo chiều dọc của cột sống nhằm làm giãn nở khoảng cách các khoang gian đốt để đem lại hiệu quả điều trị.

## Tác dụng
- Làm giãn cơ tích cực: trong bệnh lý đau cột sống, sự kích thích rễ thần kinh và đau làm cơ co cứng phản xạ, sự co cứng co tác động trở lại làm cho đau càng trầm trọng hơn. Kéo giãn cột sống trước tiên lực sẽ tác động lên cơ gây giãn cơ thụ động, giảm co cứng cơ và cắt đứt vòng xoáy bệnh lý đau. Tuy nhiên nếu khi kéo nếu tăng giảm lực quá nhanh có thể gây kích thích làm tăng co cơ, do đó cần tăng giảm lực từ từ đặc biệt là trong bệnh lý đau cấp.
- Làm giảm áp lực nội đĩa đệm: lực kéo giãn dọc theo cột sống sẽ tác động vào nhiều điểm khác nhau của đoạn cột sống làm các khoang đốt được giãn rộng và có thể cao thêm trung bình 1,1mm, làm áp lực nội đĩa đệm giảm, và dẫn đến hệ quả là:
- Làm tăng thẩm thấu nuôi dưỡng đĩa đệm, giúp nhân nhày và đĩa đệm căng phồng trở lại, tăng dinh dưỡng cho đĩa đệm do đó làm giảm quá trình thoái hóa của đĩa đệm.
- Có thể giúp thu nhỏ thể tích đĩa đệm bị lồi hoặc thoát vị nếu khối thoát vị chưa bị xơ hóa.

Tuy nhiên cần chú ý nếu kéo với lực quá lớn, thời gian quá dài làm áp lực nội đĩa đệm giảm quá nhiều dẫn đến tăng thẩm thấu dich vào đĩa đệm có thể gây phù nề đĩa đệm làm đau tăng.
- Điều chỉnh sai lệch của khớp đốt sống và cột sống: trong thoái hóa hoặc thoát vị đĩa đệm do chiều cao khoang gian đốt giảm làm di lệch diện khớp đốt sống. Sự di lệch này tuy nhỏ nhưng nó sẽ thúc đẩy quá trình thoái hóa và kích thích gây đau tăng lên. Kéo giãn cột sống làm điều chỉnh di lệch, tăng tính linh hoạt của khớp đốt sống và giải phóng sự khóa cứng của các khớp đốt sống.
- Giải phóng sự chèn ép lên các rễ và dây thần kinh sống: do làm tăng kích thước lỗ tiếp hợp, giảm thể tích khối thoát vị... từ đó làm giảm kích thích rễ và giảm đau.

## Tác dụng điều trị
- Giảm đau: do làm giãn cơ, giảm áp lực nội đĩa đệm làm tăng cường nuôi dưỡng đĩa đệm, giải phóng chèn ép rễ thần kinh, tăng nuôi dưỡng cục bộ.
- Tăng tầm vận động của đoạn cột sống bị hạn chế, khôi phục lại hình dáng giải phẫu bình thường của cột sống.
- Tạo điều kiện thuận lợi cho đĩa đệm mới bị thoát ở mức độ nhẹ và vừa có thể trở lại vị trí cũ.

## Chỉ định
- Thoái hóa đốt sống chèn ép thần kinh gây đau lưng, đau thần kinh tọa, đau cổ vai cánh tay.
- Thoát vị đĩa đệm vừa và nhẹ.
- Sai khớp đốt sống nhẹ.
- Đau lưng do các nguyên nhân khác.
- Vẹo cột sống.
- Viêm cột sống dính khớp ở giai đoạn chưa dính khớp.